# Nococryptus angustus
Nococryptus angustus is een pissebed uit de familie Cryptoniscoidea incertae sedis. De wetenschappelijke naam van de soort is voor het eerst geldig gepubliceerd in 1977 door Schultz.